# Għallis Tower

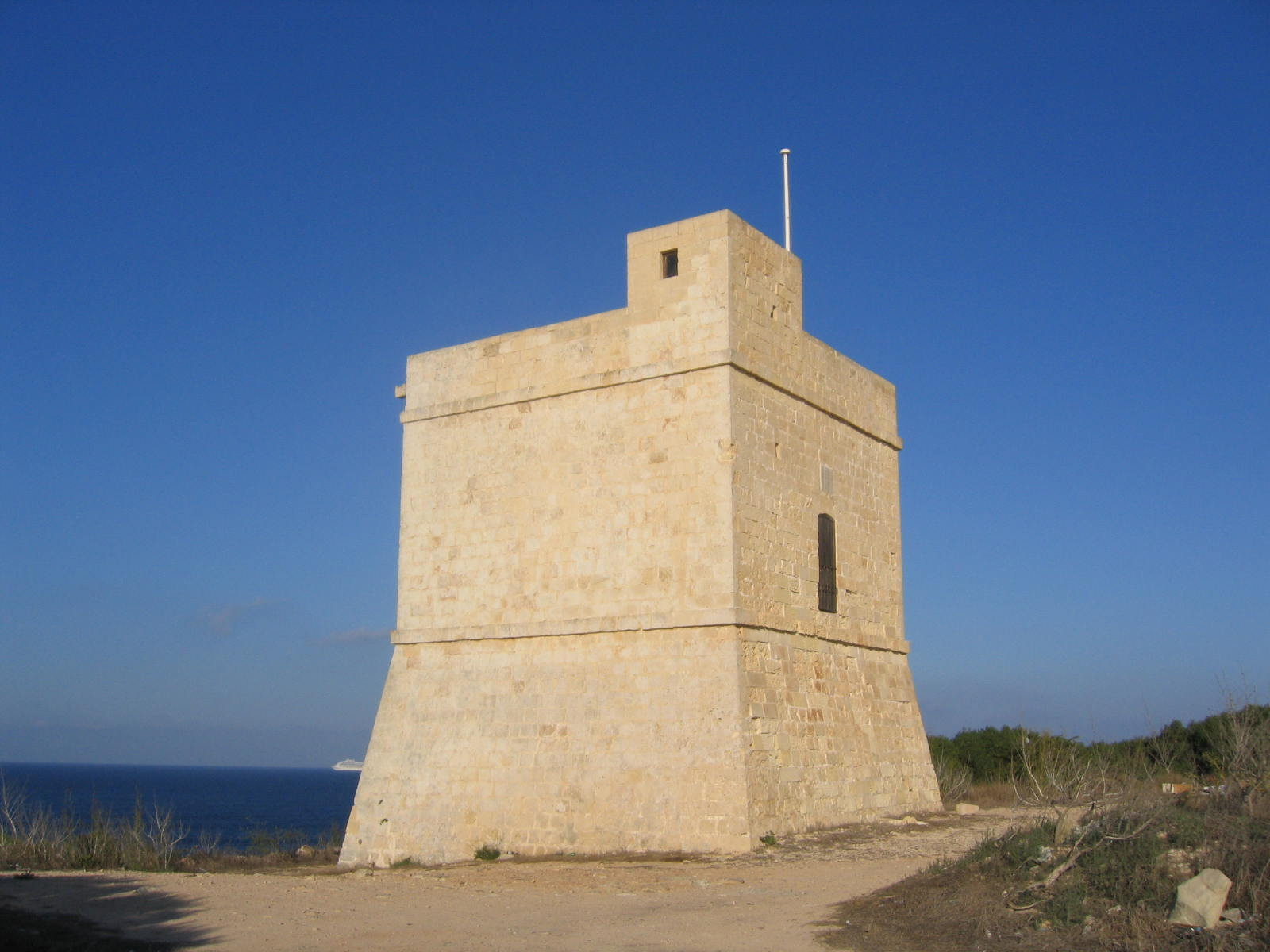
Għallis Tower

Der Għallis Tower, auch Tal-Għallis Tower, ist eine während der Zeit der Herrschaft des Johanniterordens in den Jahren 1658/59 erbaute Befestigungsanlage auf Malta. Der Turm steht auf einer Ras il-Ghallis genannten Klippe an der Nordküste der Insel Malta in der Nähe des Ortes Naxxar. Er überwachte zusammen mit dem Qawra Tower den Zugang zur Salina Bay.
Der Turm wurde 1658 als zweiter einer Reihe von dreizehn Wachtürmen errichtet, die während der Herrschaft des Großmeisters Martin de Redin von 1657 bis 1660 erbaut wurden. Nach ihm werden diese Türme auch als de Redin Towers bezeichnet. Im Vergleich zu den 1609 bis 1614 erbauten Wignacourt Towers hatte sich die Aufgabe dieser Türme geändert. Wesentlich kleiner gebaut und schwächer bewaffnet, dienten sie vorrangig als Beobachtungsposten, von denen bei Annäherung einer gegnerischen Flotte die Garnison in Valletta und an anderen Orten alarmiert werden sollte. Dazu waren die Türme zusammen mit den Wignacourt Towers und den Lascaris Towers auf Sichtweite zueinander angeordnet, so dass bei Tag und Nacht optische Signale übermittelt werden konnten. Die Baukosten des Turms beliefen sich auf 426 Scudi.
Wie auch alle anderen de Redin Towers, hat der Għallis Tower einen quadratischen Grundriss. Die Seitenlänge beträgt rund 9 Meter, die Höhe ungefähr 12 Meter. Das Mauerwerk des Turms besteht aus einer inneren und äußeren Mauer. Der Zwischenraum ist mit Kies gefüllt. Für die äußere Mauer kam wetterfester Biogener Kalkstein zur Anwendung, für die innere Mauer von Mikroorganismen abgelagerter Kalkstein. Der Turm hatte zwei Stockwerke, dabei hat das untere Stockwerk die Form eines Pyramidenstumpfes. Im Untergeschoss befand sich ein größerer, fensterloser Lagerraum. Der Zugang zum Turm erfolgte über eine einziehbare hölzerne Leiter zum Raum im ersten Geschoss. Das Dach des Turmes war mit einer niedrigen Brustwehr versehen, über die eine Kanone abgefeuert werden konnte. Das Dach wurde über eine teilweise in die Wand gebaute Wendeltreppe links neben dem Eingang erschlossen. Bereits 1681 soll sich der Turm in einem beklagenswerten Zustand befunden haben.
Während der britischen Kolonialherrschaft wurden diese Türme anfänglich noch genutzt. Captain Dickens schlug 1813 vor, die Türme zu verstärken und die Küstenbefestigungen des Ordens auszubauen. Diese Pläne wurden jedoch nicht verwirklicht. 1828 schlug Captain Jones von den Royal Engineers den Abbruch aller Türme vor. Er begründete seinen Vorschlag damit, dass die Türme einem Beschuss mit moderner Artillerie nicht lange standhalten würden, ein Ausbau jedoch zu aufwändig wäre. Der bauliche Zustand der Türme hatte sich in den zurückliegenden Jahren verschlechtert, einige waren in einem ruinösen Zustand, andere bedurften der Instandsetzung. 1832 verfügte Colonel Morshead, Chief Royal Engineer, den Abbruch aller Türme. Letztendlich wurde von einem Abriss Abstand genommen und die vorhandenen Türme wurden an die lokalen Behörden übergeben.
Der Turm befindet sich im Eigentum der maltesischen Regierung und wird von der Dín l-Art Ħelwa verwaltet. Er ist unter der Inventarnummer 37 in der Liste der Kulturgüter von Malta aufgeführt.